# Tolyposporium neillii
Tolyposporium neillii är en svampart som först beskrevs av Gordon Herriot Cunningham, och fick sitt nu gällande namn av Vánky & McKenzie 2001. Tolyposporium neillii ingår i släktet Tolyposporium och familjen Anthracoideaceae.   Inga underarter finns listade i Catalogue of Life.